# 科利贾克
科利贾克（?—?），又作科里贾克，钦察汗国的旁支白帐汗国的首领，白帐汗秃花帖木儿的后代，兀鲁斯的儿子。忽都鲁不花、脱黑脱乞牙的弟弟。
1377年，脱黑脱乞牙去世，帖木兒·滅里即位。兀鲁斯的侄子脫脫迷失在帖木儿的支持下，成为白帐汗。然后击败马麦，成为钦察汗国大汗。东部白帐汗国的事务交由科利贾克处理。帖木兒·滅里的儿子帖木儿·忽格鲁特在也迪古支持下推翻脫脫迷失。帖木儿·忽格鲁特巩固了蒙古人在罗斯的统治。他的兄弟沙迪别汗继他之后统治着钦察草原；而东部草原转到科利贾克手中，科利贾克受到帖木儿的保护。1422年，科利贾克的儿子八剌汗受帖木儿王朝的兀鲁伯支持，得位成为钦察汗国大汗。八剌汗的儿子賈尼別克建立哈萨克汗国。
| 前任： 脫脫迷失 | 白帐汗国君主 1390年代—1410年代 | 繼任： 八剌汗 |